# جسی تیلکه
جسی تیلکه (به انگلیسی: Jesse Thielke ، متولد ۹ ژوئن ۱۹۹۲) کشتی گیر کشور آمریکا است. 
وی در سال ۲۰۱۶ میلادی در المپیک ریو در وزن ۵۹ کیلو حاضر بود که در دور اول مهدی المسعودی از مراکش را شکست داد اما در دور بعد از روشن بایراموف کشتی گیر آذربایجانی شکست خورد و با توجه به شکست این کشتی گیر در مرحله بعد، از دور رقابت ها کنار رفت.